# Экономическое взаимодействие России и Китая
Экономическое взаимодействие России и Китая включает в себя обоюдный импорт и экспорт, взаимодействие в Арктике, совместные инфраструктурные проекты.

## История
Испортившиеся вскоре после смерти Сталина, отношения между СССР и Китаем, в результате которых экономическое сотрудничество было практически прекращено, начали постепенно восстанавливаться начиная с конца 1970-х годов.
В Китае в 1978 году стартовали экономические реформы, которые к моменту распада СССР принесли ощутимые результаты. В то время как РФ находилась в состоянии серьёзного экономического спада, экономика Китая росла высокими темпами. В 1990-е годы годовой торговый оборот между странами составлял 4-5 млрд долларов США в год. Основой торговли были мелкие сделки между частными продавцами, которые в основном, осуществлялись в приграничных зонах.
Россия в этот период интегрировалась в глобальную экономику, прежде всего, через европейские страны.
Сотрудничество начало активнее развиваться в XXI веке.
В 2001 году была создана Шанхайская организация сотрудничества. В этом же году Китай вступил в ВТО.
Были урегулированы территориальные разногласия между РФ и Китаем, при этом наметился раскол между Россией и ЕС. Рост экономического сотрудничества между Россией и Китаем начался в 2000-е годы. В период с 2008 по 2017 годы доля азиатских стран во внешней торговле РФ выросла с 27,6 до 39,3 %.
Для России рост взаимодействия с Китаем был связан с уходом от традиционных связей с европейскими странами. Эта тенденция наметилась в середине 2000-х годов, когда политические противоречия между Россией и ЕС и НАТО стали сильнее. В то же время на Китай осуществлялось давление со стороны США из-за тайваньского вопроса.
Так как экономики обеих стран проходили через стадии бурного роста, произошло кратное увеличение обоюдной торговли: 2000 до 2007 года объём вырос с 6,2 млрд долл. до 55,9 млрд долларов. К 2007 г. Китай стал первым среди стран, поставляющий товары в Россию. После мирового финансового кризиса объём торговли между РФ и Китаем продолжал увеличиваться, и к 2009 году достиг 95.3 млрд долларов в год.
Сильно вырос объём инвестиций Китая в РФ. Во многом это связано со строительством нефтепровода Восточная Сибирь—Тихий океан (ВСТО-1) протяжённостью 2694 км..
После завершения его строительства и введения в эксплуатацию ветки от Сковородина-Мохе-Дацин началась прокачка нефти, и доля Китая в российском экспорте выросла.
В 2013 году в Китае стартовала программа по массовому продвижению своих товаров в зарубежных странах, которая была воспринята США как противеречащая действующему мировому порядку. В том же году была запущена программа «Один пояс − один путь». Россия в это время сконцентрировалась на проекте Евразийского экономического союза (ЕАЭС), что, по мнению стран Запада, шло в разрез их планов в странах бывшего СССР.
Важным аспектом является то, что Россия и Китай соприкасаются регионами с невысоким уровнем экономического развития. Сотрудничество между государствами расширяется на фоне развития необходимой инфраструктуры. Мощным импульсом для переориентирования России на торговлю с Азией, стали санкции, введённые после смены власти на Украине в 2014 году. Под действием санкций Запада в России была запущена программа импортозамещения.
В мае 2015 г. Китай и РФ подписали совместное заявление о взаимодействии проектов ЕАЭС и Экономического пояса Шелкового пути, подразумевающее обоюдную поддержку этих проектов. В октябре 2019 г. начало действовать Соглашение о торгово- экономическом сотрудничестве между ЕАЭС и КНР.
К 2024 году Россия и Китай реализовывали 80 совместных инвестиционных проектов на общую сумму 20 триллионов рублей. 
Общий объем торговых операций между странами достиг 1,74 трлн юаней (237 млрд долларов) в 2024 году, продемонстрировав рост на 2,9% по сравнению с 2023 годом. Увеличение объема торговли произошло вопреки санкциям США, направленным на банки, взаимодействующие с Россией. 

## Инвестиции
С 2004 по 2014 гг. объёмы прямых инвестиций из Китая в Россию росли. С 2017 по 2019 гг. наблюдалось снижение объёма вложений, с 2019 года рост объёма китайских прямых инвестиций в российскую экономику снова возобновился.

## Взаимодействие в Арктике
Россия и Китай имеют общие интересы в Арктике и развивают сотрудничество на их основе. Среди этих интересов — добыча и поставка энергоносителей; развитие и эксплуатация Северо-Восточного прохода. Обе страны демонстрируют общий подход к экологическим вопросам и судоходству, вопросу влияния США в этом регионе.
В июле 2024 года Пентагон в своем докладе выразил озабоченность по поводу усиления сотрудничества России и Китая в Арктике. США, Канада и Финляндия заявили о формировании судостроительного консорциума, который будет заниматься ледоколами. В ответ представитель России назвал доклад конфронтационным и подчеркнул мирный характер сотрудничества России и Китая в Арктике. 

### Северный морской путь
Важным аспектом двустороннего сотрудничества является развитие Северного морского пути, ранее работавшего для внутренних нужд России. Россия развивает этот проект для решения вопросов логистики природных ресурсов и энергоносителей из Арктики, а также как транзитный путь между Европой и Азией. Использование СМП может стать альтернативой доставке российских энергоносителей в Китай и другие страны Северо-Восточной Азии с помощью трубопровода. Китай активно участвует в проектах по добыче сжиженного природного газа в Арктике.

### Добыча полезных ископаемых
В Арктике содержится около 10 % мировых запасов никеля, 19 % запасов платины и других металлов группы, 10 % титана, а также крупные запасы цинка, кобальта и золота. В то же время 90 % мирового производства этих металлов производится на территории Китая, запасы которого могут быть исчерпаны в течение ближайших 20 лет. В связи с этим, для сохранения доминирующей роли Китая на рынке этих металлов, Китаю необходим доступ к поставкам с месторождений арктического региона.
В 2024 году «Росатом» и китайская компания NFC подписали меморандум о проработке проекта фабрики свинцово-цинкового месторождения на Новой Земле.

## Характеристика товарооборота
В 2022 году товарооборот между Россией и Китаем составил 190 млрд долларов США, в 2021 году — 147 млрд долларов. Более двух третей российского экспорта в Китай (85 млрд долларов) пришлось на нефть, уголь и газ. Во многом это связано с тем, что российская нефть марки Urals продаётся в Китай со дисконтом.
Объём поставок продукции из Китая в РФ составил 76 млрд долларов, увеличившись на 13 % по сравнению с 2021 годом. Учитывая, что общий импорт из всех стран в РФ составил 259 млрд долларов, доля Китая во всём импорте в РФ составила около 30 %. В 2021 году, по данным Федеральной таможенной службы, доля Китая в импорте составляла 21 %. Для Китая экспорт в Россию составляет 2 % от всего экспорта, обоюдный товарооборот — 3 % от всего объёма. По заявлению Правительства РФ, объём торговли между РФ и Китаем за 1 квартал 2023 года по сравнению с 2022 годом вырос на 24,5 %. С сфере продажи российской сельхозпродукции в Китай рост составил 91 % (объём продаж — 91 %).
В 2023 году экспорт китайских товаров в РФ по сравнению с 2022 годом вырос на 63,2 %, составив 71,8 млрд долларов. Основными товарами китайского экспорта в РФ являются автомобили и бытовая электроника. Импорт из России вырос на 13,3 % и составил 83,3 млрд долларов. Двухсторонняя торговля по сравнению с 2022 годом выросла на 33 % и достигла 155 млрд долларов. В 2019 году между Россией и Китаем было достигнуто соглашение о том, что общий товарооборот должен составить 200 млрд долларов в год.  Объём товарооборота в 2023 году составил 240 миллиардов долларов раньше запланированного срока, что прогнозировалось Россией.
По данным китайской таможни, в 2023 году товарооборот между Москвой и Пекином увеличился на 26,3% по сравнению с предыдущим годом и достиг 240,1 млрд долларов, что является исторически максимальным показателем. Поставки из Китая в Россию выросли на 46,9%, импорт из России увеличился на 13%.
В 2023 году продукты на полках китайских магазинов стали заметны продовольственные товары российского производства.  Китай восполнил российский дефицит товаров из стран Европы и из США, дефицит которых возник после начала вторжения России на Украину. Несмотря на риск разрыва тесных отношений со странами Европы, Китай остаётся альтернативным поставщиком товаров для России. Наибольшие доходы от торговли с Россией получила автомобильная отрасль Китая, что помогло в 2023 году опередить Японию, ранее занимавшую 1 место по продажам автомобилей в мире. В этом контексте важным является железнодорожное сообщение между Россией и Китаем. На январь 2023 года на рынке России доля  китайского автопрома составила 55%, в то время как в 2021 году она составляла 8%.
После ухода западных кампаний с рынка РФ  доля Пекина в российском импорте роботов, согласно данным НИУ ВШЭ, выросла до 58% с 11%.
В китайской корпорации нефтегазовой трубопроводной сети PipeChina сообщили, что 2 декабря 2024 г. последний участок газопровода «Сила Сибири», соединяющего Россию и Китай, введен в эксплуатацию. Заключительным стал участок Наньтун — Лучжи в провинции Цзянсу. Согласно данным компании, до конца декабря 2024 года планируется запустить газопровод на максимальную проектную мощность в 38 млрд куб. м газа.

## Использование национальных валют при взаимных расчётах
По данным Центробанка РФ, за 2022 года доля рублёвых платежей за экспорт увеличилась с 12 % до 34 %, в импортных — снизилась с 29 % до 27 %. В расчётах за экспорт доля юаня выросла с с.5 до 12 %, за импорт — с 4 до 23 %, при этом доля валют стран, признанных дружественными, составила 4 %. При этом валютой контрактов на поставку газа осталось евро, в то время как оплата проходила в рублях. Объём торговли юанем на Московской межбанковской валютной бирже вырос в 40 раз[.
Согласно отчету Европейского банка реконструкции и развития (ЕБРР) в 2022 году 20 % контрактов по поставкам российской продукции в Китай были заключены в юанях. В 2021 году этот показатель составлял 3 %. Резкий рост обусловлен отказом от операций с долларами США и евро, их доля снизилась с 80 % до 67 %. Согласно исследованию, экономические санкции могут означать постепенный отказ от использования доллара США в качестве расчетной валюты.
По итогам 2023 года, Россия продала 80% нефти и газа за рубли и юани в равных пропорциях. 90% расчетов РФ прошло в национальных валютах. В апреле 2024 года министр иностранных дел Сергей Лавров сообщил, что Россия и Китай завершают дедолларизацию экономических отношений.

## Сотрудничество в сфере агропромышленного комплекса
На Дальнем Востоке и в южных регионах РФ ведётся разработка проектов по внедрению агрокультур, популярных в Китае — соевых бобов, риса. В рамках взаимодействия по этим и другим проектам осуществляется поставка китайской сельскохозяйственной техники.
9 июля 2024 года Россия обошла Канаду и стала крупнейшим экспортером гороха в Китай. В течение сезона 2023/24 Россия поставила 1,13 млн тонн продукта, заняв 49,1% рынка. Доля Канады при этом упала с 95% до 49,1%. Китай использует горох для производства белка для диетических продуктов. 

## Совместное участие в международных структурах и проектах экономической интеграции
Россия и Китай одновременно участвуют в таких структурах как ШОС. БРИКС, Россия и ЕаЭС присоединились к китайской инициативе Экономический пояс Шёлкового пути.

## Обход санкций
За несколько недель до начала вторжения России на Украину лидер Китая Си ввёл политику осуждения санкций и укрепления связи с Россией. Согласно заявлениям США, экспорт из Китая микроэлектроники и станков ведёт к укреплению военно-промышленного комплекса РФ, что подтверждается официальной статистикой, показывающей рост отрасли. Ряд западных стран встревожены ростом импорта из Китая товаров двойного назначения, которые могут потенциально применяться в военных целях. 